# شهرداری نواوسی
شهرداری نواوسی (به لاتین: Novaci Municipality) یک منطقهٔ مسکونی در مقدونیه شمالی است که در مقدونیه شمالی واقع شده‌است. شهرداری نواوسی ۷۵۳٫۵۳ کیلومتر مربع مساحت و ۳٬۵۴۹ نفر جمعیت دارد.